# Société des Philathènes
La Société littéraire de Metz, plus connue sous le nom de Société des Philathènes était une société savante de Metz au XVIIIe siècle, distincte de l’Académie de Metz. Elle fut créée en 1759 par Jean-Louis Emmery, avocat au Parlement de Metz et qui en devint le secrétaire perpétuel. Elle disparut en 1775.
L'article premier des statuts stipulait que « La Société littéraire de Metz aura pour but de contribuer par son travail à la perfection des sciences des arts et des lettres ; elle sera composée de vingt et un titulaires résidens et d'un nombre illimité d’associés ». Son siège était situé rue des Allemands. Il n'y eut que 27 philathènes dont 11 membres fondateurs, et 29 correspondants.

## Membres célèbres
- De Tschudi
- Pierre-Louis Roederer
- Pierre Paul Nicolas Henrion de Pansey
- Pierre Louis de Lacretelle
- Henry Michel dit du Tennetar[3] (1742-1800), médecin, professeur de chimie, minéralogiste, membre de la Société des Philathènes et de la Société Royale des Sciences et Arts de Metz. En 1776, il créa avec l'apothicaire Pierre-François Nicolas un cours privé de chimie, aussitôt transformé en chaire magistrale de la Faculté de médecine (par lettres patentes enregistrées au Parlement de Nancy), qui perdura jusqu'à la Révolution. Sa collection minéralogique a rejoint les collections d'histoire naturelle de la ville de Metz (fermées au public depuis 1973)
- Claude-François Bertrand de Boucheporn